# Impulskreuz

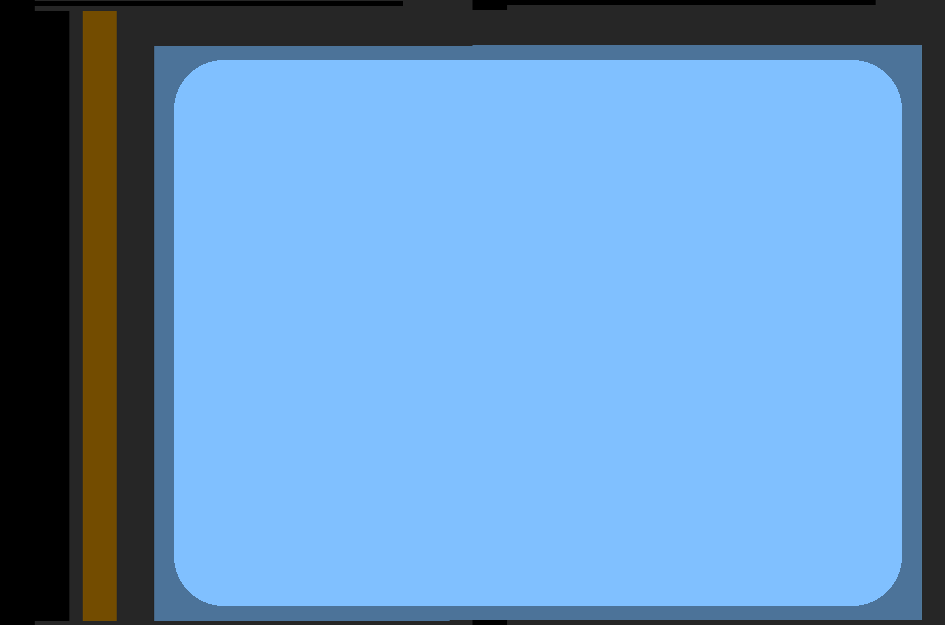
Nicht alle Teile des Videosignals werden auf dem Bildschirm angezeigt.

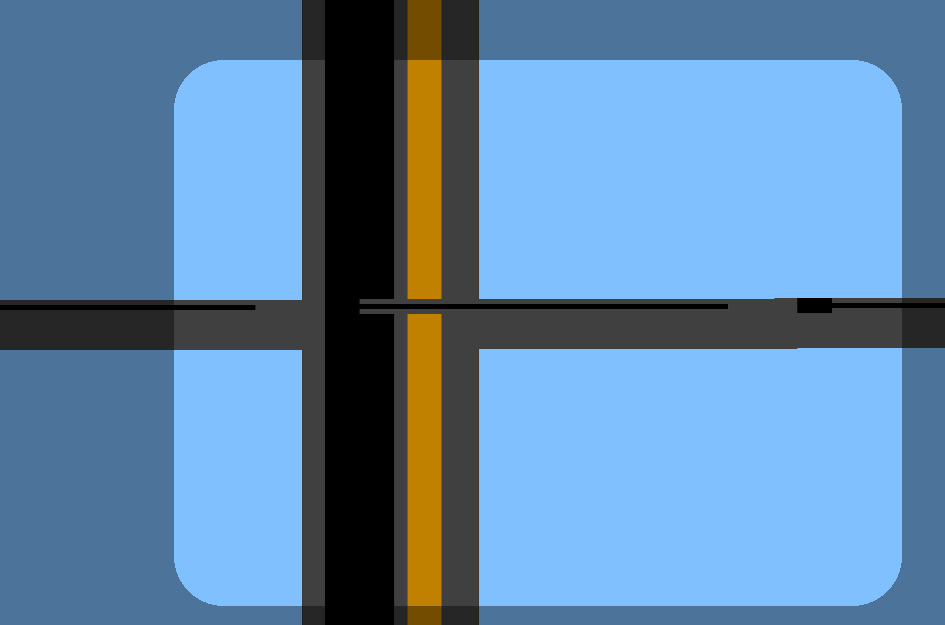
Durch zeitliche Verschiebung werden andere Bereiche sichtbar gemacht.

Ein Impulskreuz (engl. pulse-cross) ist die Darstellung von normalerweise nicht sichtbaren Anteilen eines analogen Videosignals auf einem Studio-Bildschirm zwecks Fehleranalyse.
Nur ein Teil des Videosignales enthält Bildinformation: Bei einem analogen 625-Zeilen-Videosignal dauert jedes Halbbild 20 ms. Davon sind nur 18,4 ms (287,5 Zeilen) für Bildinformationen vorgesehen; die restlichen 1,6 ms (25 Zeilen) bilden die vertikale Austastlücke, eine Zeit, die für den Bildrücklauf des Elektronenstrahls reserviert ist. Ebenso stehen von den 64 µs jeder Zeile nur 52 µs für Bildinformationen zur Verfügung; die restlichen 12 µs bilden die horizontale Austastlücke für den Zeilenrücklauf. Diese Austastlücken befinden sich also außerhalb des Bildes.
Eine Pulse-Cross-Schaltung verzögert im Monitor die Synchronisation, wodurch das Bild nach links bzw. nach oben verschoben wird. Hierdurch werden Bereiche des Videosignals sichtbar, die sich normalerweise außerhalb des Bildes befinden. Außerdem senkt die Schaltung den Kontrast des Bildes ab, so dass auch die Synchronisationsimpulse abgebildet werden, deren Spannung unterhalb des Schwarzpegels liegt.
In einem normgerechten Videosignal besteht das vertikale Synchronisationssignal aus fünf langen Impulsen von 59,3 µs Dauer und wird von je fünf 2,35 µs kurzen Impulsen vorher und nachher eingerahmt, den sogenannten Trabanten. Heimcomputer, Spielekonsolen etc. liefern oft kein normgerechtes Signal: Das Synchronsignal enthält keine Unterbrechungen und keine Trabanten. Dies lässt sich mittels Pulse-Cross-Schaltung gut erkennen.
Bei PAL-Farbcodierung ist das Burst-Signal in der Form eines orangefarbenen Balkens zu erkennen. Bei einem reinen Schwarzweiß-Signal fehlt der Burst.
Ferner ist am Signalkreuz der Zeitfehler eines Videorekorders erkennbar. Beim Umschalten der Videoköpfe kommt es dazu, dass eine einzelne Zeile im Bild entweder zu lang oder zu kurz ist. Dieser Fehler kann durch einen Time Base Corrector behoben werden.